# Metopius leiopygus
Metopius leiopygus là một loài tò vò trong họ Ichneumonidae.